# The Nutcracker Suite
The Nutcracker Suite est un album du pianiste, compositeur et chef d'orchestre américain Duke Ellington enregistré pour le label Columbia en 1960, avec des interprétations jazz de Casse-Noisette de Piotr Ilitch Tchaïkovski, arrangé par Ellington et Billy Strayhorn.
Les pistes sont enregistrées les 26 mai (pistes 1 et 5), 31 mai (piste 2), 3 juin (pistes 4 et 8), 21 juin (pistes 3 et 7) et 22 juin (pistes 6 et 9) 1960.

## Liste des pistes
Toute la musique est composée par Piotr Ilitch Tchaïkovski.
| 1. | Overture                                         | 3:22 |
| 2. | Toot Toot Tootie Toot (Dance of the Reed-Pipes)  | 2:30 |
| 3. | Peanut Brittle Brigade (March)                   | 4:37 |
| 4. | Sugar Rum Cherry (Dance of the Sugar-Plum Fairy) | 3:05 |
| 5. | Entr'acte                                        | 1:53 |
| 6. | Volga Vouty (Russian Dance)                      | 2:52 |
| 7. | Chinoiserie (Chinese Dance)                      | 2:50 |
| 8. | Danse of the Floreadores (Waltz of the Flowers)  | 4:04 |
| 9. | Arabesque Cookie (Arabian Dance)                 | 5:44 |

## Musiciens
- Duke Ellington : piano
- Willie Cook (en), Fats Ford, Ray Nance, Clark Terry : trompette
- Lawrence Brown, Booty Wood (en), Britt Woodman (en) : trombone
- Juan Tizol : trombone à coulisse
- Jimmy Hamilton : clarinette, saxophone ténor
- Johnny Hodges : saxophone alto
- Russell Procope : saxophone alto, clarinette
- Paul Gonsalves : saxophone ténor
- Harry Carney : saxophone baryton, clarinette, clarinette basse
- Aaron Bell : basse
- Sam Woodyard : batterie